# Arthroleptis xenodactyla
Arthroleptis xenodactyla es una especie de anfibios de la familia Arthroleptidae.
Es endémica de Tanzania.
Sus hábitats naturales son bosques tropicales o subtropicales y montanos secos tropicales o subtropicales.
Está amenazada de extinción por la pérdida de su hábitat natural.